# Satu Nou, Bolgrad
Satu Nou (în ucraineană Новоселівка, transliterat: Novoselivka) este un sat în comuna Borodino din raionul Bolgrad, regiunea Odesa, Ucraina.

## Demografie
Componența lingvistică a localității Satu Nou
     Română (79,35%)
     Rusă (13,55%)
     Ucraineană (6,45%)
     Alte limbi (0,65%)
Conform recensământului din 2001, majoritatea populației localității Satu Nou era vorbitoare de română (79,35%), existând în minoritate și vorbitori de rusă (13,55%) și ucraineană (6,45%).